# 올로프 팔메
스벤 올로프 요아킴 팔메(스웨덴어: Sven Olof Joachim Palme, 1927년 1월 30일 ~ 1986년 2월 28일)는 스웨덴의 사회민주당의 정치인이다. 전세계적으로 유명한 스웨덴의 복지 시스템의 기틀을 마련한 인물로 부의 재분배에 앞장섰던 인물이다. 1986년 2월 28일에 아내 리스베트 팔메와 함께 스톡홀름 시내의 극장에서 영화를 관람한 후 집으로 돌아오던 중에 괴한의 총격을 받아 향년 59세의 나이로 타계했다.

## 어린시절

### 기숙학교
스톡홀름에서 네덜란드계 아버지와 라트비아계 어머니 사이에서 태어났다. 팔메가 6살일 때 아버지가 사망했다는 것을 제외하면 귀족집안의 막내로 어려움 없이 자랐다. 어린 팔메는 건강한 편이 아니어서 가정교사에게 주로 교육받았다. 어린 나이에 이미 3개국어 정도를 할 수 있었던 팔메는 당시 스웨덴에 많지 않던 기숙학교(Sigtuna School of Liberal Arts)에 들어가 공부를 하게 된다.

### 스톡홀름대학교
17세에 대입자격시험에 합격하고 먼저 병역을 마친 뒤 스톡홀름 대학교에 들어갔다. 스톡홀름 대학교를 마친 뒤 미국에 유학가서 다시 학부과정을 밟았다. 팔메는 학생사회의 좌익 토론회의 영향을 받아 자유주의자인 하이에크의 '노예의 길'(1944)을 비판하는 글을 쓰기도 했다. 팔메가 미국자동차노동조합(United Auto Workers)에 대해 쓴 논문은 4학년 우수 논문으로 선정되기도 했다.

#### 미국
팔메는 대학시절이 끝나갈 무렵 미국과 멕시코 전역을 히치하이킹으로 다니며 미국 하층계급과 접하였다. 이 여행에서 팔메는 자신의 영웅이자 자동차노조의 리더였던 월터 루서(Walter Philip Reuther)를 만나 여러시간에 걸쳐 대화를 나누기도 했다. 이 기간에 팔메는 인종분리정책과 경제적 불평등이 가진 사회문제를 깊게 느꼈다. 팔메는 총리가 된 이후 미국에 수차례 방문하는 동안 미국이 자신을 사회주의자로 만들었다고 언급했는데 이것은 미국의 불평등한 상황이 자신에게 고민거리를 안겨주었다는 의미에 가깝다.

#### 학생노조
이후 스톡홀름 대학으로 돌아온 팔메는 법학을 공부했다. 그는 학내 정치에 개입하게 되었으며 스웨덴 학생 노조를 위해 일했다. 이후 스톡홀름의 사회민주주의 성향을 가진 학생들과 어울리게 된다. 1952년에 스웨덴 학생 노조의 의장으로 당선되었고 학생 정치인으로 유럽을 다니며 국제문제에 관심을 보이기 시작했다.

#### 사회주의자
팔메는 자신이 사회주의자가 된 계기로 세가지를 들었다. 1) 사회민주당 에른스트 비그포르스와 보수당 야를 하를마르손, 자유당 엘론 안데르손 사이의 세금논쟁에 자신이 참여하게 된 것 2) 미국 남부 여행 3) 아시아 여행을 통해 제국주의와 식민지 문제에 대해 인식하게 된 것.

## 정치 이력

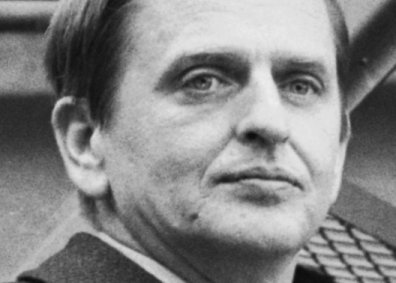
올로프 팔메

1952년 스웨덴 사회민주노동자당에 입당했다. 입당할 때부터 총리 에를란데르의 개인비서에 가깝게 활동했으며 1955년부터는 스웨덴 사회민주주의 청년연대의 핵심멤버로 활동하며 강의를 했다. 또한 노동자 교육위원회의 멤버이기도 했다.
1957년에 상원 의원에 당선되었다. 60년대 초부터는 국제원조기구 활동에도 개입했으며 1963년에 역대 최연소 장관(무임소 장관)으로 입각하여 에를란데르를 보좌했다. 1965년에는 교통통신부 장관이 되었다. 그는 라디오와 TV가 광고주의 압력으로부터 어떻게 독립을 유지할 것인지에 관심을 가졌다. 1967년에는 교육부 장관이 되었고 곧 대학개혁계획에 비판적인 시각을 가진 좌익 학생들의 공격대상이 되었다. 학생들이 학생조합건물을 점거했을 때 팔메는 학생들에게 다가가 폭력을 버리고 민주적인 방법으로 목적을 달성하라며 다독였다. 오랜시간 동안 총리였던 타게 엘란데르의 뒤를 이어 69년부터 86년까지 사회민주당 대표였으며 두번에 나누어 총리직을 맡았다.
총선 패배 기간인 76-79년 사이에는 야당 대표로서 국내문제에 개입하고, UN중재자 자격으로 이란·이라크 전쟁 종식을 위해 노력하였다. 당내의 중추였으며 대외적인 인기에 대담한 발언을 서슴지 않는 토론태도를 가졌던 그는 미소 양강대국에 기대지 않고 다수의 제3세계 국가들과 연대하려고 노력했다. 기본적으로 탈식민주의적인 입장으로 핵확산 방지 캠페인을 전개하고 아프리카와 팔레스타인에도 정치적, 재정적 도움을 주며 제3세계의 평화대변자로까지 불렸으나 제3세계의 독재국가들에도 경제적 지원을 했다는 점에서 논란에 휩싸이기도 했다. 그가 혁명 이후의 쿠바에 방문한 첫번째 서방세계의 수장이었다는 사실은 유명하며 극진한 환대를 받았고 스페인어로 연설까지 했다. 그는 종종 스웨덴의 중립정책을 위협하는 존재로 여겨졌다.
미소의 대외정책과 제국주의에도 종종 비판을 가했지만 그는 스페인의 프랑코나 체코의 후사크 등 여전히 유럽에 남아있는 군사 독재도 비판했다. 베트남 전쟁 중 미국의 하노이 폭격을 신랄하게 비판하여 미국이 스웨덴 대사를 철수시킬 정도로 강경책을 취하기도 했다. 남아공의 인종분리 정책에도 지속적인 비판을 가했다. 그 때문에 그의 암살 배후로 남아공 정보기관이 지목되기도 했다.
구스타프 3세 이후 스칸디나비아 전역에 영향력이 있었던 첫번째 정치인이며 종종 존 F. 케네디에 비유되곤 한다.

## 암살
1986년 2월 28일 아내와 함께 영화를 보고 나오던 중 메인 거리에서 누군가에게 총격을 받아 암살당했다. 안타깝게도 당시 총리 내외 곁에는 경호원이 없었다. 현직 총리가 암살당한 사건이었는데도 불구하고 스웨덴 경찰은 30년이 넘도록 범인을 검거하지 못했다. 자세한 내용은 본문 문서 참조.
사후 올로프 팔메상이 제정되었다.

## 정책
스웨덴 사민주의 신세대의 리더로 올로프 팔메는 종종 혁명적 개혁가(revolutionary reformist)라는 평가를 받았다. 국내에선 그의 사회주의적인 관점 특히 노동조합의 영향력을 높이려는 사민주의적인 접근 때문에 보수층의 적개심을 한몸에 받았다.
올로프 팔메는 1969년과 1975년에 스웨덴 헌법을 개정할 때 양당제에서 다당제로 나아갈 수 있도록 배경에서 힘써왔다. 당시 스웨덴 헌법은 166년이나 된 것으로 미국 헌법을 제외하곤 세계에서 가장 오래된 것이었다. 새 헌법에서는 명목상으로 전제 군주국이었던 스웨덴을 공식적으로 의회민주주의 국가로 규정했으며 스웨덴 추밀원을 무력화시키고 영국여왕이나 덴마크, 노르웨이 군주들도 가지고 있던 칼 구스타프 16세의 제의주도권을 박탈했다.
그는 법률적으로 고용보장을 강화하는 형태로 노동시장 또한 바꾸어놓았다. 1973년의 총선거에서 마르크스주의-공산주의 진영과 자유주의-보수주의 진영은 각각 175석을 얻었고 팔메는 정권이 연장되긴 했지만 의회의 반대로 여러번 그의 결정을 되돌려야 했다.
팔메 정권은 아동 복지센터나 사회보장제도에도 신경을 썼고 노인문제, 사고방지, 가정문제 등에도 관심을 가졌다. 팔메는 공공의료 정책을 효율적으로 집행해 영아사망률을 천명당 12명 수준으로 유지했다. 장애인, 이민자, 저임금 노동자, 한부모 가정, 노인들을 위한 야심찬 재분배 정책도 수행했다. 스웨덴식 복지는 그의 재임기간에 세계에서 가장 진보적인 수준으로 올라갔다. 물론 세율도 유럽에서 비교적 낮은 상태였다가 서구진영 최고 수준으로 올라갔다.
1970년에는 법률을 제정하여 일반고등학교(gymnasium), 실업학교(fackskola), 직업학교(yrkesskola)로 나뉘어 있던 고등 교육체계를 하나의 고등학교 체계로 바꾸었으며 1975년에는 대학 등록금을 무료로 바꾸었다. 1971년에는 60세 이상의 노동자들에게까지 노동연금 수혜자격을 연장했다. 1974년에는 보편적 치과보험을 도입하고 의료보험의 수혜율을 연수익의 90%까지 보장하였다. 같은 해 출산장려금을 보육수당으로 교체하였고 가족단위를 위한 주택수당도 특히 저소득층이 혜택받을 수 있도록 확대하였다.
스웨덴 경제가 안 좋았던 시기에 재집권한 팔메는 재정적자와 지출의 큰 틀에서 균형을 맞추고 대외채무의 증가를 해결하기 위해 전통적인 케인즈 경제학을 거부하고 투자, 생산, 고용의 증가를 지향하는 '제3의 길'을 선택한다. 누진세를 강화하고 복지예산을 늘리는 대신 임금인상을 억제하는 '고통 분담'을 동반했다. 예를 들어 재산세과 상속세는 인상했고 주식투자자들의 세금감면 혜택은 삭감했다. 대신 팔메의 실권기에 삭감되었던 복지예산 감소는 철회되었다. 기존의 물가연동 연금과 여러 혜택등은 복원되었다. 지자체의 아동보육시설들을 재건할 수 있도록 무상자금지원계획도 수립되었다. 실업보험도 완전 복원되었고, 질병수당이 사라져서 속칭 '무임금시기(no benefit days)'라 불리던 것도 되돌려놓았다. 식량보조와 아동수당이 확대되었고 이익 재분배의 가장 진보적인 형태로 간주되던 노동투자펀드의 도입도 시도되었다.
양성평등의 공공연한 지지자였던 팔메는 멕시코에서 열린 세계 여성 대회(World Women's Conference)에 참여해서 여성 권익을 옹호했다. 팔메는 영화 Dom kallar oss mods의 개봉을 배후에서 지원하고 있었는데, 사회적 추방자 두명을 다루는 이 논쟁적인 영화는 일부 검열되었으나 그 검열된 부분이 중요하다고 보았었다.
녹색 정치의 선구자였던 팔메지만 원자력 에너지는 피할 수 없다고 강하게 믿고 있었다. 적어도 화석연료에서 다른 에너지로 넘어가는 과도기적 에너지로서 유의미하다고 생각했다. 미래 에너지로서 원자력을 유지할 것인가 하는 1980년의 국민투표에 팔메가 개입했기 때문에 그의 반대자들은 이것으로 그를 공격했다. 2011년 현재 원자력 에너지는 아직 스웨덴의 주요 에너지원 중 하나로 남아있고 여기엔 팔메의 영향이 컸다.
국제정치에서 아래와 같은 이유로 팔메는 유명인사였다. 이러한 행동은 그에게 많은 적과 많은 친구를 만들어주었다.
- 베트남 전쟁을 일으킨 미국에 대해 거칠고 감정적인 비판을 함
- 소련이 프라하의 봄을 진압한 것에 대해 반대의 목소리를 냄
- 후사크 체제라 불리던 유럽의 공산주의 체제를 '독재자'라 비판함
- 핵무기 확산 방지 노력
- 프랑코가 ETA와 FRAP의 민족주의자들을 사형시키자 그를 '악마같은 도살자'라 비판
- 남아공에 대해 경제제재를 진행하면서 인종분리정책을 '특히 섬뜩한 체제'로 비판
- 아프리카 민족회의, 팔레스타인 해방기구, 폴리사리오 전선 등을 경제적으로 지원
- 1975년에 쿠바 방문하여 카스트로와 만나고 쿠바 혁명과 캄보디아 혁명 등을 찬양
- 칠레의 피노체트 체제를 비판
- 엘 살바도르의 FMLN과 니카라구아의 FSLN을 경제적으로 지원
- 이란 이라크 전쟁의 중재 리더

1968년 2월 21일 교육부 장관이었던 팔메는 주소북베트남 대사인 응우옌토쩐(Nguyễn Thọ Chân)과 함께 스톡홀름에서 열린 반미집회에 참가했다. 이 집회는 '스웨덴의 베트남 위원회'가 주관한 것이었고 팔메와 응우옌은 연사로 초청된 것이다. 이 사건으로 미국은 주스웨덴대사를 소환했고 팔메는 강하게 비판받았다. 1972년 12월 23일 수상이던 팔메는 스웨덴 국영 라디오에서 미국의 하노이 폭격을 게르니카 폭격, 오라두르쉬르글란 학살, 카틴 숲 대학살, 리디체 학살, 샤프빌 학살, 바비야르 학살, 트레블린카 학살 등에 비유하며 맹비난했다. 미국 정부는 이를 '총체적 모욕'으로 받아들였으며 다시 한번 스웨덴과 외교 단절을 선언했다. 이 단절은 1년 넘게 유지되었다. 사회민주당의 이러한 찬반양론적인 상황과는 관계없이 스웨덴은 사실상 나토와 오랜 기간 동안 긴밀한 협력을 유지했다.

## 같이 보기
- 안나 린드
- 폴케 베르나도테

## 참고
- 올로프 팔메, 하수정 저, 후마니타스 펴냄, ISBN 978-89-64371-725
- 올로프 팔메 - 브리태니커 백과사전 (다음백과 미러)
- 올로프 팔메 - 두산세계대백과사전

1. ↑  Dagens Nyheter 2007년 1월 23일
2. ↑  "Detta borde vara vårt arv 보관됨 2006-03-10 - 웨이백 머신" by Åsa Linderborg, Aftonbladet 2006년 2월 28일
3. ↑  http://karisable.com/palme.htm
4. ↑  “보관된 사본”. 2011년 7월 20일에 원본 문서에서 보존된 문서. 2007년 5월 22일에 확인함.
5. 1 2  Socialists in the Recession: The Search for Solidarity by Giles Radice and Lisanne Radice
6. ↑  http://books.google.co.uk/books?id=bzfEo6E-YuUC&pg=PA206&lpg=PA206&dq=olaf+palme+expanded+welfare+state&source=bl&ots=5tx2-uzqQo&sig=epiioicodzfH_QeSXhk1wbVb4nM&hl=en&sa=X&ei=tY1gUIKlH8fB0gXaxID4Ag&ved=0CDgQ6AEwAQ#v=onepage&q=olaf%20palme%20expanded%20welfare%20state&f=false
7. ↑  Taxation, Wage Bargaining and Unemployment by Isabela Mares
8. ↑  “보관된 사본”. 2014년 11월 2일에 원본 문서에서 보존된 문서. 2014년 3월 11일에 확인함.
9. ↑  Growth to Limits: The Western European Welfare States Since World War II Volume 4 edited by Peter Flora
10. ↑  Daniel Ekeroth: SWEDISH SENSATIONSFILMS: A Clandestine History of Sex, Thrillers, and Kicker Cinema, (Bazillion Points, 2011) ISBN 978-0-9796163-6-5.
11. ↑  Olof Palme till Shirley Maclaine om vikten av kärnkraft - 유튜브
12. ↑  Holst, Karen. “Palme's political legacy 'put Sweden on the map'”. 《The Local》. The Local Europe AB. 2011년 3월 23일에 확인함.
13. 1 2  Andersson, Stellan. “Olof Palme och Vietnamfrågan 1965-1983” (스웨덴어). olofpalme.org. 2008년 2월 27일에 확인함.

| 전임 타게 엘란데르 | 스웨덴의 총리 1969년 ~ 1976년 | 후임 토르비에른 펠딘 |

| 전임 토르비에른 펠딘 | 스웨덴의 총리 1982년 ~ 1986년 | 후임 잉바르 칼손 |